# Storia di Lipsia

Stemma della città di Lipsia

La storia di Lipsia è stata plasmata dalla sua importanza come centro commerciale. Inizialmente, la sua posizione favorevole all'incrocio delle rotte commerciali e i privilegi concessi alle sue fiere commerciali le hanno conferito la sua posizione di leader nel commercio di merci; in seguito si sono aggiunti la stampa e il commercio di libri. Lipsia non è mai stata una residenza reale o una sede vescovile, ed è sempre stata caratterizzata dal suo carattere borghese. Nel 1409, la città divenne la sede di una delle più antiche università dell'area di lingua tedesca. Negli ultimi due secoli, Lipsia ha sperimentato una forte crescita ed è stata per un periodo la quarta città tedesca più grande dopo Berlino, Amburgo e Breslavia, persino davanti a Monaco di Baviera. Come sede industriale, ha perso importanza dopo la riunificazione tedesca, ma continua ad affermarsi come città fieristica, città universitaria e attraverso il suo patrimonio culturale.

## Preistoria e protostoria
Le prime indicazioni dell'insediamento del sito occupato da Lipsia risalgono al periodo neolitico. Resti della cultura della ceramica lineare e anche della cultura delle anfore globulari sono stati scoperti sul sito del cimitero di San Matteo. Urne dell'età del bronzo contenenti resti cremati sono state trovate sul sito del Südfriedhof (cimitero meridionale) e dell'ex monastero domenicano. I reperti germanici dell'Elba risalenti al periodo dell'Impero romano e al periodo delle migrazioni a Lipsia e nei dintorni sono solitamente attribuiti agli Suebi come ramo degli Ermunduri. Fino al 531, l'area della futura città di Lipsia faceva parte del regno di Turingia.

## Medioevo

### Colonizzazione da parte degli slavi
Dopo essere stati sconfitti dai Franchi, i Turingi abbandonarono la zona tra l'Elba, la Saale e la Mulde. Intorno al 600, gli Slavi provenienti dalla Boemia la ripopolarono, mescolandosi ai pochi Turingi rimasti. La prima testimonianza scritta della presenza dei Sorbi si deve alla Cronaca borgognona di Fredegario del 631. La zona attorno a Lipsia era chiamata "Chutici".
Dopo diversi scontri minori, i Franchi invasero i territori delle tribù slave e fondarono, ad esempio, la diocesi di Erfurt. Seguirono ulteriori spedizioni contro i Sassoni e furono costruite diverse roccaforti (ad esempio Magdeburgo e Halle) per impedire le incursioni dei Sorbi.
All'inizio del X secolo, sul sito di ex villaggi sorabi furono costruite diverse roccaforti franchi, ad esempio Lipsia, dove i Sorbi parteciparono alla costruzione, tanto che probabilmente era già terminata nel 929. Le dimensioni erano circa 150 m x 90 m, e il muro era spesso circa 3,50 m e 30 m. Al centro del complesso sorgeva una torre di difesa. Il castello (da non confondere con il tardo medievale Pleissenburg costruito in seguito), era diviso in diversi piccoli castelli con un castello principale, tutti protetti da bastioni come avamposti. In questo periodo furono costruite le prime cappelle , come la cappella di San Pietro o quella dei monaci irlandesi e scozzesi, seguendo il modello dell'abbazia madre di San Bonifacio a Erfurt.

### Fondazione della città

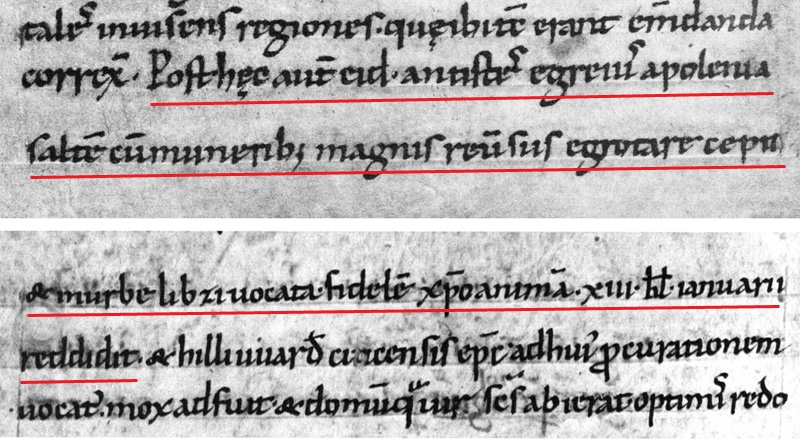
Prima menzione di Lipsia nella cronaca di Tietmaro di Merseburgo

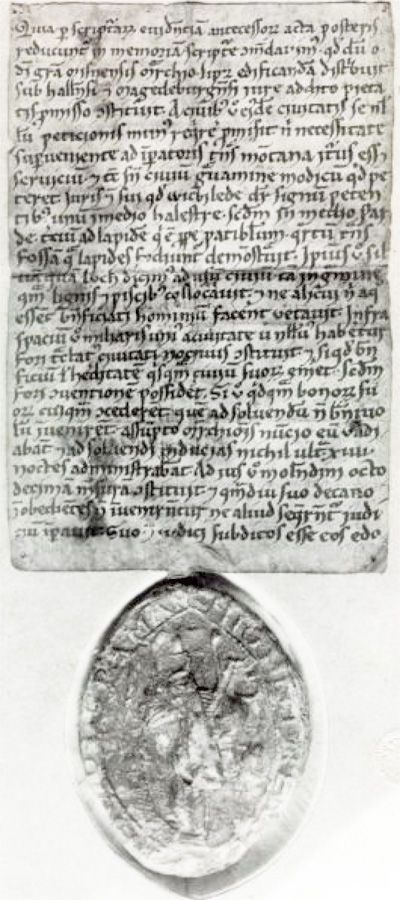
Documento sui privilegi cittadini (1165)

Lipsia fu menzionata per la prima volta nel 1015, quando Tietmaro di Merseburgo la cita come luogo di morte di Eido I, vescovo di Meissen, chiamandola ″Urbs Libzi″ (Cronaca VII, 25). L'anno 1165 è generalmente indicato come l'anno di fondazione della città: il documento superstite con cui Ottone II di Meißen concede privilegi di città e di mercato alla località situata all'incrocio della Via Regia e della Via Imperii. Non porta alcuna data, tuttavia, e fu probabilmente istituito più tardi.
La posizione del più antico castello tedesco a Lipsia è controversa. A causa del nome geografico, Alteburg, molti ricercatori si sono chiesti se si trovasse nei prati di Parthe, vicino all'odierna Lortzingstrasse. Nel cimitero di San Matteo, gli Annali Pegau attestano l'esistenza di un castello solo dal 1216. Un insediamento avamposto (suburbia) circondato da un fossato si trovava tra Grosse Fleischergasse e Hainstrasse. La ceramica più antica trovata in questa posizione risale alla fine del IX secolo.
La prima testimonianza della zecca di Lipsia è stata fornita da bratteati del Ottone II di Meißen. La prima menzione documentata di una moneta di Lipsia si è verificata intorno al 1220.
I mercati di Pasqua e di San Michele (Michaelis) furono confermati dal 1190; concesso nel 1268, il privilegio della scorta protettiva gettò le basi per il commercio a lunga distanza. Lipsia è considerata la fiera più antica del mondo. Da quando fu elevata al rango di Fiera Imperiale (Reichsmesse) nel 1497 e ricevette il diritto di fiera da Massimiliano I d'Asburgo, l'importanza della Fiera di Lipsia non ha fatto che crescere. Il privilegio della fiera fu esteso dal diritto di base dopo che le città di Erfurt, Halle e Magdeburgo lo avevano ripetutamente violato. Inoltre, una multa di 50 marchi d'oro doveva essere imposta a qualsiasi città che violasse il predominio del mercato di Lipsia. Metà di questa somma doveva andare all'Impero e il resto doveva essere diviso tra la città e il duca. Ciò non impedì seriamente alle città di Francoforte sull'Oder, Naumburg, Annaberg ed Erfurt di istituire mercati aggiuntivi o nuovi. Ecco perché nel 1515 un documento del Papa aggiunse la minaccia di sanzioni ecclesiastiche. Nel corso dei secoli, Lipsia continuò a svilupparsi da centro commerciale locale o regionale a luogo di commercio internazionale. Fu in particolare il commercio Est-Ovest a creare la sua reputazione.
A capo della città c'erano originariamente degli avvocati che rappresentavano il sovrano. Dal trecento, la sua gestione fu affidata a un magistrato locale (scoltetto). Accanto a lui lavoravano degli assessori (consoli). Nel 1301 subentrarono un sindaco e un "consiglio municipale". Questo Consiglio era composto da 12-15 membri, cambiati ogni anno. Dal cinquecento, le loro funzioni furono assegnate a vita.
La chiesa parrocchiale più antica, San Nicola, fu costruita a partire dal 1165. Nel 1212 fu aggiunta San Tommaso, nello stesso periodo in cui fu creato il coro di San Tommaso. Il trecento vide la fondazione di diversi monasteri, tra cui il chiostro di San Tommaso come fondazione corale degli Agostiniani e il monastero cistercense di San Giorgio.
L'ospedale più antico della città fu fondato nel 1213 come parte del monastero di San Tommaso, da cui emerse l'attuale Klinikum St. Georg . Non serviva solo ad accogliere i malati, ma anche i pellegrini e i senzatetto. Nel 1439 fu acquistato dalla città.
Nel 1409 venne fondata l'"Alma Mater Lipsiensis", l'Università di Lipsia, che è una delle più antiche università tedesche. All'Università Carolina di Praga, i diritti di voto delle Nazioni Universitarie erano stati modificati e c'erano tensioni tra teologi tradizionali e teologi hussiti; per questo motivo professori e studenti tedeschi emigrarono a Lipsia.
Nel 1485, la spartizione di Lipsia assegnò Lipsia insieme ai territori orientali della Dinastia Wettin al ramo Albertino.

## L'inizio dei tempi moderni

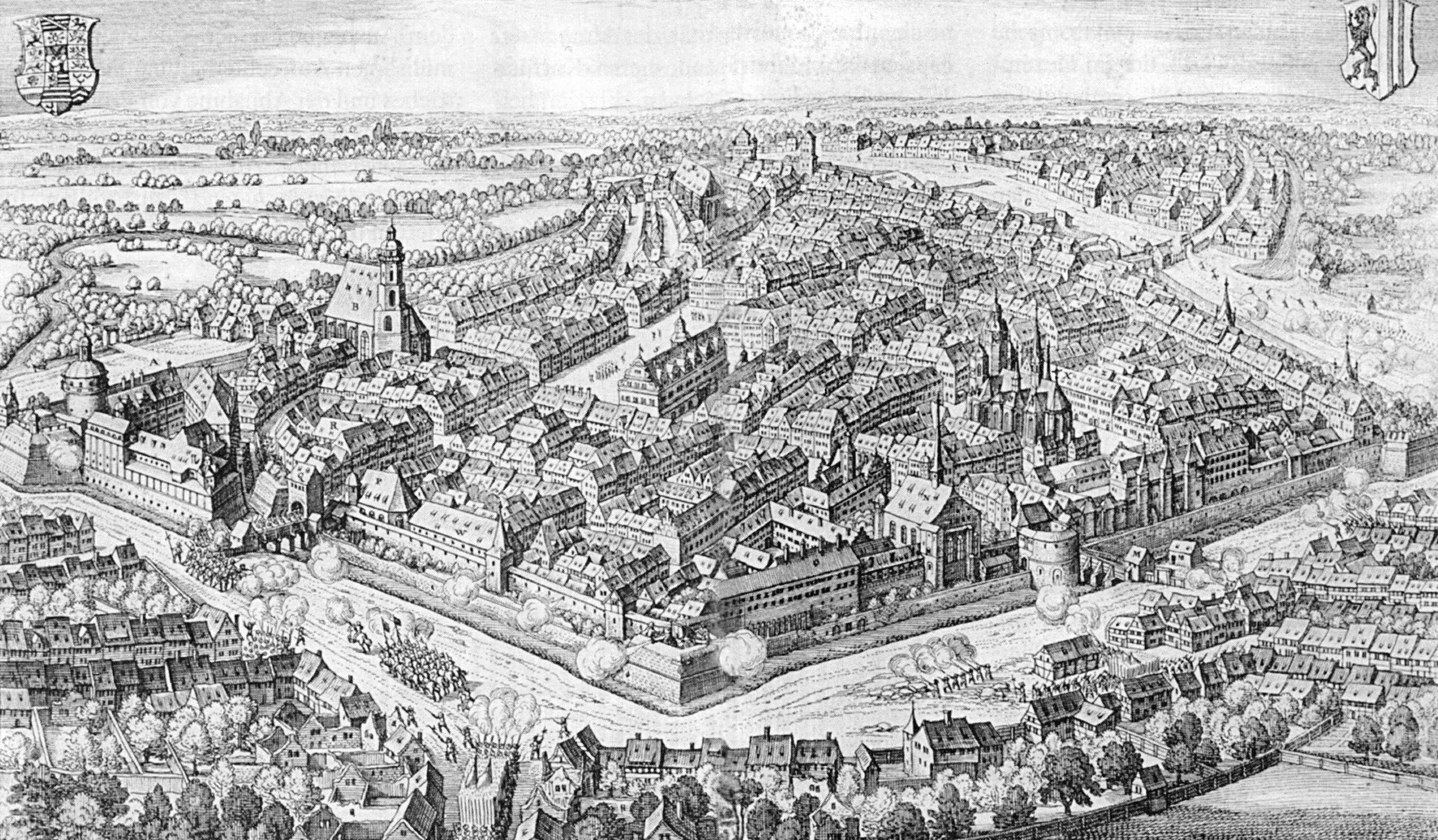
L'assedio di Lipsia da parte di Heinrich von Holk durante la Guerra dei trent'anni nel 1632

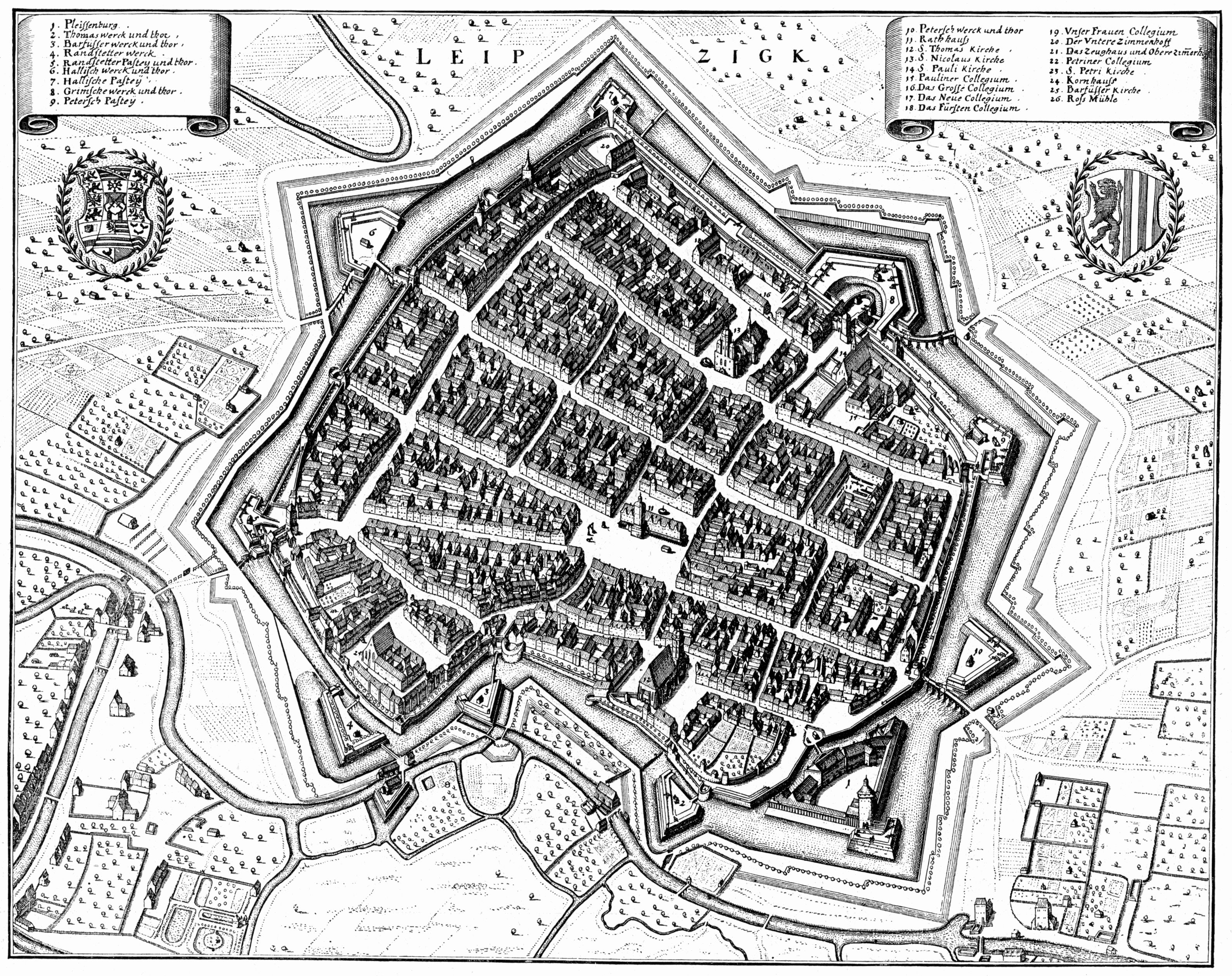
Lipsia vista dal cielo a metà del settecento

Già nel 1501 il Consiglio di Lipsia ordinò la prima condotta di approvvigionamento idrico. Costruita utilizzando tronchi di pino dal maestro costruttore di fontane Andreas Gentzsch, essa riforniva le fontane pubbliche di Brühl e del Markt, nonché il monastero di San Paolo e molte case private con l'acqua della Marienquelle. Nel 1519, l'acquedotto di Lipsia rese possibile l'utilizzo dell'acqua della Pleiße.
Nel 1519 ebbe luogo nel castello di Pleissenburg il Disputa di Lipsia tra Martin Lutero e l'oppositore della Riforma, Johann Eck. Dopo un'iniziale resistenza, la Riforma fu finalmente introdotta nel 1539 da Lutero e Justus Jonas, che predicò nella chiesa di San Nicola. Johann Pfeffinger divenne il primo sovrintendente della città.
Il municipio vecchio, iniziato nel 1556, fu costruito in meno di un anno nello stile rinascimentale sassone mentre Hieronymus Lotter era sindaco.
Il 17 settembre 1631, durante la Guerra dei trent'anni, Lipsia subì una delle più grandi sconfitte degli imperiali guidati da Johann Tserclaes, conte di Tilly, sul campo di battaglia di Breitenfeld. Oggi a Lipsia, nell'ex tenuta signorile di Breitenfeld, un monumento commemora la memoria del grande stratega svedese Gustavo Adolfo. Un anno dopo, il 16 novembre 1632, Gustavo Adolfo sarebbe caduto durante la battaglia di Lützen, circa 10 km a sud-ovest degli attuali limiti cittadini di Lipsia.
Dal 1º luglio 1650 vennero pubblicati gli Einkommende Zeitungen, una pubblicazione successiva alla Wöchentliche Zeitung. Usciva sei volte alla settimana ed era il primo quotidiano al mondo.
Il 1660 segna l'inizio della storia della pulizia della città: il primo spazzino comunale fu assunto per la Piazza del Mercato. Ciò era molto necessario poiché un abitante della città su cinque stava già morendo di epidemie.

## Settecento

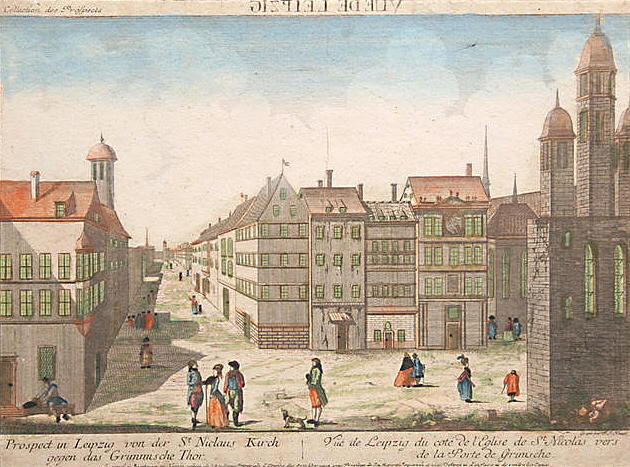
Piazza della Chiesa di San Nicola alla fine del XVIII secolo

Lipsia acquisì il soprannome di "Piccola Parigi" quando questa bella città, attenta al progresso, si dotò di illuminazione pubblica nel 1701, e da allora poté essere paragonata a Parigi come la "Città della Luce".
All'inizio del XVIII secolo, Georg Philipp Telemann studiò a Lipsia e vi fondò il Collegium Musicum. Dal 1723 fino alla sua morte nel 1750, Johann Sebastian Bach fu nominato dal consiglio comunale Thomaskantor e "Director musices" (direttore musicale di tutte le chiese della città). Tra le altre cose, furono creati la Passione secondo Giovanni, la Passione secondo Matteo, l'Oratorio di Natale, la Messa in Si minore e Arte della fuga. Nel 1729, Bach assunse la direzione del Collegium Musicum, che eseguì molte delle sue cantate profane e composizioni strumentali nella Caffè Zimmermann fino al 1741.
Durante la guerra dei sette anni, Lipsia fu occupata dalla Prussia più volte tra il 1756 e il 1763. Quando il re Federico II di Prussia chiese alla città un contributo di 1,1 milioni di talleri nel novembre 1760, il consiglio comunale rifiutò, dopodiché Federico fece gettare in prigione i consiglieri più importanti e i mercanti più ricchi. Il mercante berlinese Johann Ernst Gotzkowsky intervenne e ottenne una riduzione del contributo a 800.000 talleri, che anticipò al consiglio comunale intimidito. Pagò la somma in monete rifuse con un contenuto di metallo prezioso deteriorato (che aveva già innescato l'inflazione in Prussia e Sassonia nell'inverno del 1756/57), ma fece emettere il titolo in vecchie monete di alta qualità, realizzando così un profitto fino al 40 percento.
Dal 1764 al 1768 Goethe studiò a Lipsia. La sua immagine della Grecia si basava su ciò che vedeva nella colonia greca di Lipsia, che a quel tempo era la più grande comunità greca fuori dalla Grecia.

## Ottocento

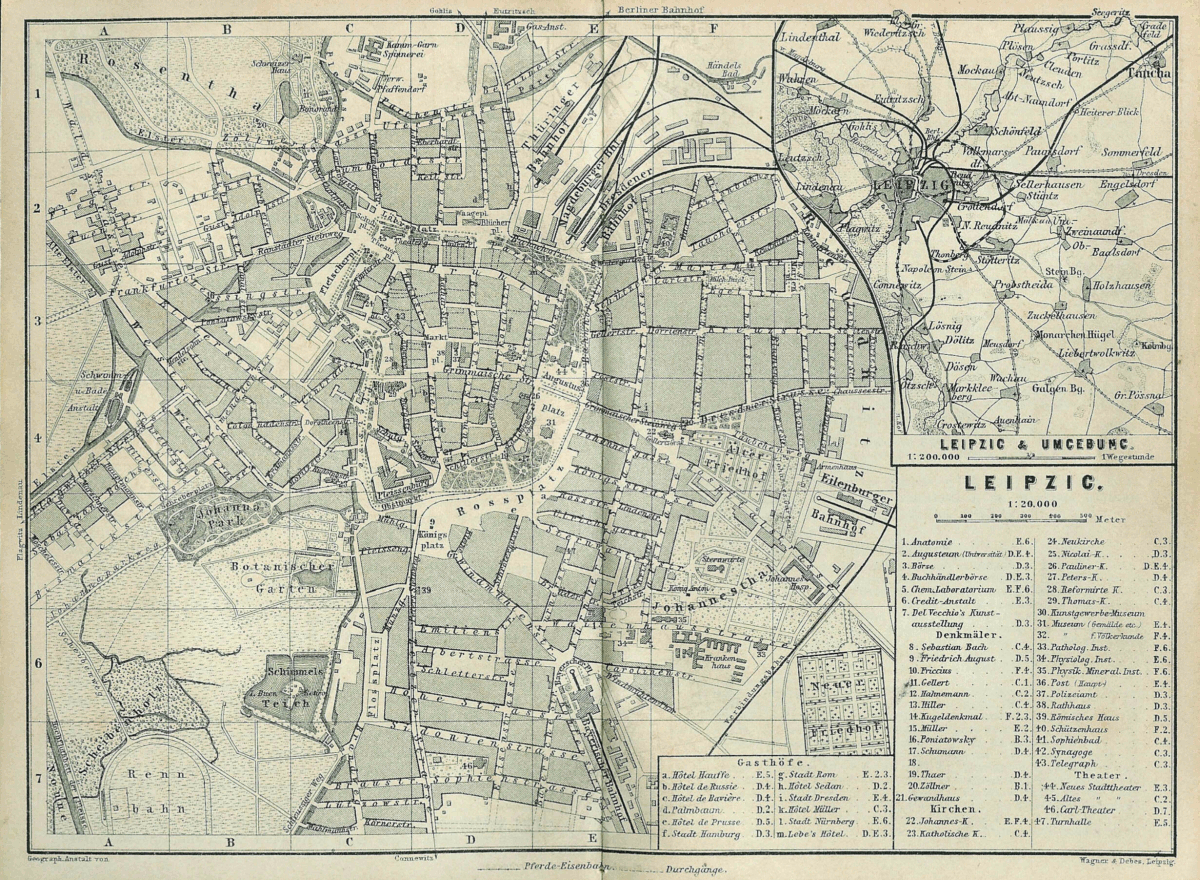
Mappa di Lipsia nel 1876

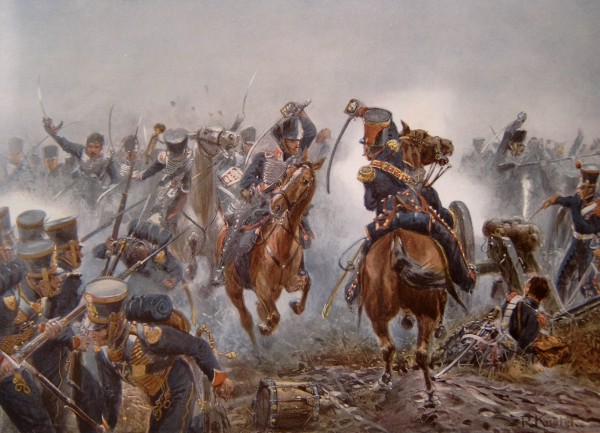
La battaglia di Lipsia nel 1813

Mentre la Sassonia era alleata della Francia dal 1806, la battaglia di Lipsia ebbe luogo nel 1813, dove gli eserciti dell'Impero austriaco, della Prussia, dell'Impero russo e della Svezia, rinforzati dai patrioti tedeschi, inflissero una sconfitta decisiva a Napoleone e ai suoi alleati, tra cui il Regno di Sassonia. Il 19 ottobre 1813, il re Federico Augusto I di Sassonia fu catturato a Lipsia.
Nel 1831 vennero introdotti i regolamenti comunali sassoni. Ora c'era un consiglio comunale, i cui membri venivano eletti dal popolo, e un sindaco, che dal 1877 portava il titolo di Oberbürgermeister. Già nel 1874 Lipsia fu separata dal Kreis e divenne quella che oggi è chiamata una Kreisfreie Stadt. Tuttavia, rimase la sede amministrativa del circondario di Lipsia fino a quando Borna non divenne capoluogo del circondario all'inizio del XXI secolo.
Nell'agosto del 1835, Felix Mendelssohn divenne Kapellmeister del Gewandhaus e mantenne questa carica fino alla sua morte nel novembre del 1847; con la sua orchestra riformò la vita concertistica in Europa. Fu in questo periodo che nacquero la Sinfonia n. 3 (la Sinfonia "scozzese"), il Concerto per violino in mi minore e l'Elia (oratorio), tra gli altri.
Il 7 aprile 1839 venne aperta la linea ferroviaria da Lipsia a Dresda, la prima linea ferroviaria a lunga percorrenza in Germania. Negli anni successivi vennero costruite a Lipsia diverse stazioni ferroviarie, come predecessori della Leipzig Hauptbahnhof che fu costruita dal 1902 al 1915. Lipsia si sviluppò nel suo ruolo di snodo ferroviario nella Germania centrale e nel 1915 divenne la più grande stazione terminale in Europa, superando Milano in termini di traffico.
Durante il Vormärz, in occasione della visita del principe Johann nell'agosto 1845, a Lipsia si verificarono degli incidenti che provocarono 8 morti; seguirono delle manifestazioni contro il governo sassone.
Il 23 maggio 1863 venne fondata a Lipsia l'Allgemeine Deutsche Arbeiterverein o ADAV, l'Associazione generale dei lavoratori tedeschi. È considerata il più antico partito democratico in Germania e la prima organizzazione che prefigurava l'odierno Partito Socialdemocratico di Germania.
Nel 1877 venne costruito il primo punto di raccolta dell'acqua a Naunhof a Lipsia, nel 1897 il primo torre idrica a Möckern e nel 1907 a Probstheida.

## Novecento

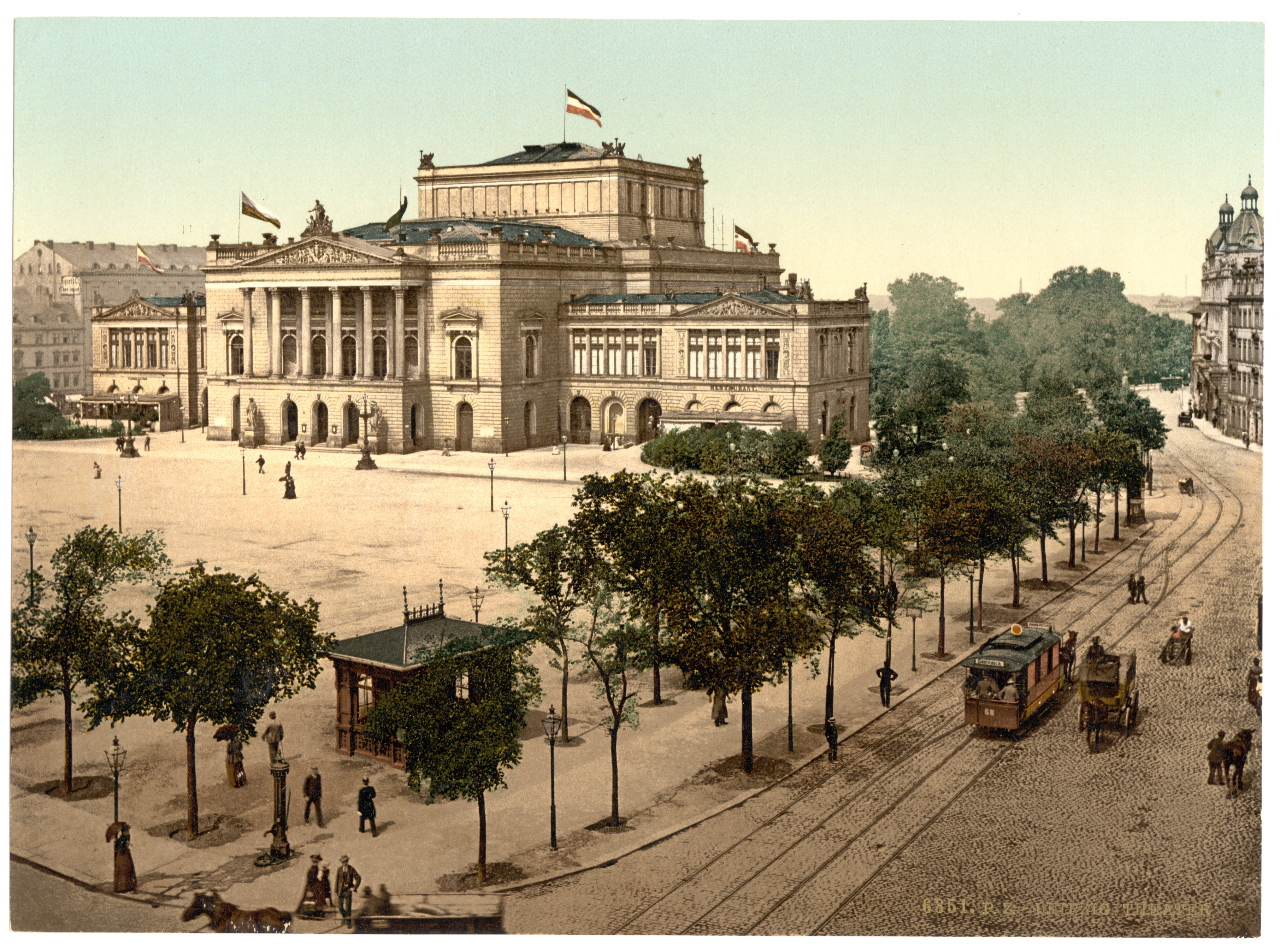
Il Neues Theater (dove ora sorge il teatro dell'opera) e Augustusplatz a Lipsia intorno al 1900

Dal 1899 al 1905, il vecchio castello di Pleissenburg fu demolito e sostituito dal nuovo municipio. Nel 1913, fu completato il Völkerschlachtdenkmal, alto 91 m. Si trova nel luogo in cui infuriarono i combattimenti più feroci e dove caddero la maggior parte dei soldati. Questo imponente monumento è uno dei punti di riferimento di Lipsia.
Nel 1900 venne fondata a Lipsia la Federazione calcistica tedesca. Il VfB Lipsia divenne campione di calcio tedesco nel 1903.
A seguito dell'industrializzazione, ma anche delle numerose accorpamenti di comuni suburbani, il numero degli abitanti aumentò molto rapidamente alla fine del XIX secolo, facendo di Lipsia, prima della seconda guerra mondiale, la quinta città più grande della Germania con 750.000 abitanti.
Lipsia divenne la capitale del libro e dell'editoria. Fino al 1945, la Deutsche Bücherei era la più importante raccolta di materiale stampato in lingua tedesca.
Nella prima guerra mondiale morirono circa 17.000 cittadini di Lipsia. Nel corso della rivoluzione di novembre, a Lipsia fu istituito un consiglio dei lavoratori e dei soldati sotto la guida esclusiva del Partito Socialdemocratico Indipendente di Germania, che esistette fino all'arrivo delle truppe del leader dei Freikorps Maercker nell'aprile 1919.

## Nazismo e seconda guerra mondiale

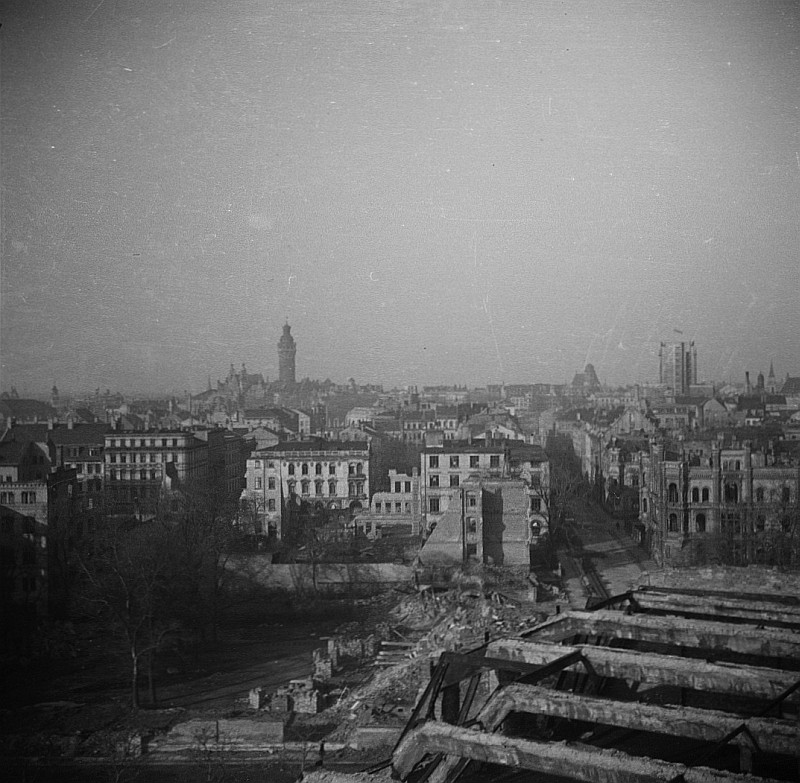
Vista del centro città parzialmente distrutto dal Nuovo Municipio (Neues Rathaus) nel 1947

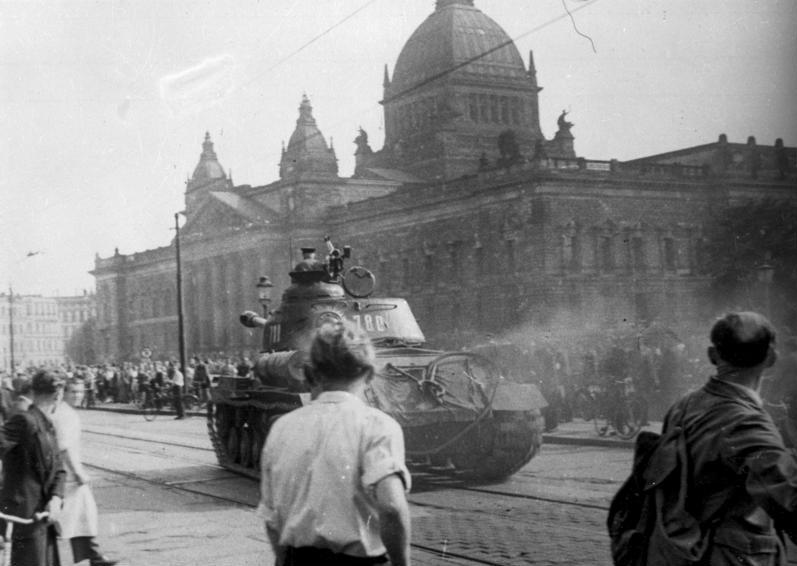
Un carro armato sovietico per le strade di Lipsia in risposta alle rivolte del 1953 nella Germania Est

Durante il periodo nazionalsocialista il sindaco era nominato dal partito nazista. Carl Friedrich Goerdeler, tuttavia, continuò a ricoprire la carica fino al 1936; è noto che in seguito fu coinvolto nel complotto del 20 luglio 1944.
Nel 1942 migliaia di ebrei di Lipsia furono deportati senza opporre resistenza nei campi di concentramento. Lipsia fu il sito dei bombardamenti più pesanti della seconda guerra mondiale; durò circa un'ora (l'allarme fu dato verso le 3:40 del mattino) e avvenne il 4 dicembre 1943. L'attacco fu condotto dalla Royal Air Force, con il nome in codice Haddock. Un altro attacco, da parte di aerei americani, ebbe luogo il 7 luglio 1944. La stazione centrale subì danni considerevoli.
Il territorio della città comprendeva diversi sottocampi del Campo di concentramento di Buchenwald. Tra il 1939 e il 1945, almeno 60.000 donne e uomini, ragazze e ragazzi provenienti da tutte le parti d'Europa furono costretti a lavorare a Lipsia. I prigionieri di sesso femminile e maschile dovettero lavorare nelle condizioni più difficili per i produttori di munizioni come la HASAG e il costruttore di aerei Erla. Il 12 aprile 1945, nei crimini che accompagnarono la fine della guerra, 53 prigionieri tedeschi e stranieri furono assassinati in due prigioni nella periferia di Lipsia. Il giorno seguente, 32 prigionieri della polizia, tedeschi, francesi, austriaci e cecoslovacchi, morirono in una caserma della Wehrmacht, come parte degli omicidi di massa perpetrati dai nazisti.
Il 18 aprile 1945, unità della 1ª Armata statunitense occuparono la città e stabilirono il loro quartier generale presso l'Hotel Fürstenhof. Ci furono solo pochi tentativi di resistenza armata. Infine, il 2 luglio 1945, in seguito al Protocollo di Londra del 1944 sulle zone di occupazione e alle decisioni della Conferenza di Yalta, l'esercito sovietico prese il controllo della città. L'amministrazione militare sovietica formò un consiglio comunale la cui composizione, per tutto il periodo della Repubblica Democratica Tedesca (DDR), sarebbe stata dettata dal regime comunista.

## Periodo della Germania dell'Est

Espansione della rete tranviaria di Lipsia nel tempo

Dopo la seconda guerra mondiale, l'importanza economica di Lipsia diminuì drasticamente quando divenne parte della zona di occupazione sovietica e poi della DDR, il che determinò un continuo declino della popolazione. Durante la DDR, era la capitale del Bezirk Leipzig.
Nel 1955/1956 dalle rovine venne costruito lo Stadio Centrale (Zentralstadion) che, con oltre 100.000 posti a sedere, era lo stadio più grande della Germania.

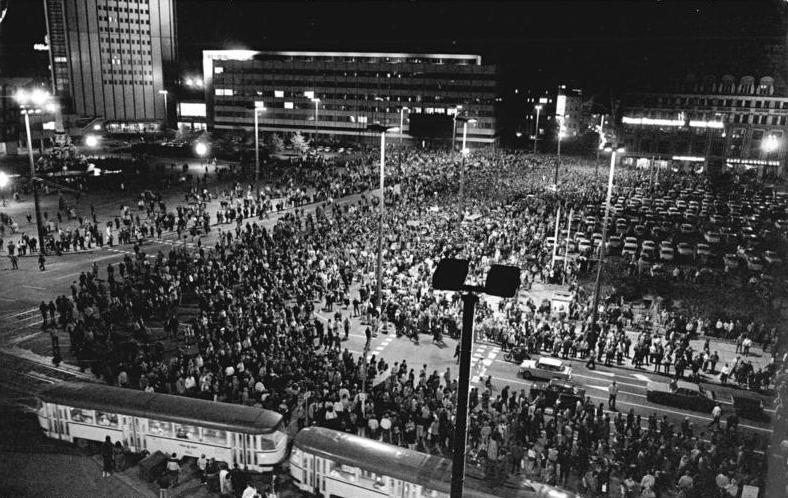
Manifestazione del lunedì a Lipsia, 1989

Nel 1968, su istigazione della dirigenza della SED (presieduta da Walter Ulbricht, originario di Lipsia), la chiesa di San Paolo, la chiesa universitaria, venne fatta saltare con la dinamite per completare la "trasformazione socialista" di Augustusplatz (allora Karl-Marx-Platz).
Nel 1969 venne inaugurata la rete ferroviaria regionale (S-Bahn Leipzig).
Come in altri luoghi della Germania dell'Est, la chiesa di Lipsia ha anche offerto un forum a vari movimenti di opposizione. Le riforme sociali iniziate nell'Unione Sovietica (Glasnost' e Perestrojka) a metà degli anni '80 hanno portato a un numero crescente di iniziative politiche da parte di questi gruppi, che erano principalmente dirette contro le lamentele nella società (mancanza di libertà di parola, di riunione e di stampa, frodi elettorali nelle elezioni locali, inquinamento ambientale). In questo contesto, le preghiere per la pace del lunedì che si tenevano nella chiesa di San Nicola dal settembre 1982 hanno acquisito rilevanza politica quando il numero di visitatori ha iniziato ad aumentare alla fine del 1988 a causa del crescente dibattito sociale nella DDR. Nel periodo successivo, nonostante il divieto per i gruppi di opposizione, le azioni di protesta avviate hanno continuato ad aumentare, il che ha portato ripetutamente a numerosi arresti di partecipanti da parte delle autorità di sicurezza dello Stato. L'ondata di proteste raggiunse il suo apice nell'autunno del 1989, in occasione del 40º anniversario della DDR, quando Lipsia fu finalmente teatro di dimostrazioni di massa con diverse centinaia di migliaia di partecipanti. Le manifestazioni di Lipsia, che si svolsero senza l'intervento violento dello Stato, non da ultimo su iniziativa dei rappresentanti regionali della cultura, della chiesa e del Partito socialista unitario, incarnarono in ultima analisi l'immagine della protesta pacifica dei cittadini contro le condizioni socio-politiche prevalenti nel loro paese, che si stava svolgendo simultaneamente in tutta la DDR. Ciò portò all'apertura del confine tra Germania Est e Germania Ovest e alla democratizzazione del sistema sociale, nonché alla riunificazione tedesca.

## Dopo il 1990
Si può affermare che, nonostante la città dia grande valore ad attributi e funzioni tradizionali come il suo ruolo di città fieristica, mediatica e universitaria, Lipsia ha perso gran parte della sua importanza nazionale prima della Seconda guerra mondiale. Come importante sede economica nella Germania dell'Est, Lipsia è stata particolarmente colpita dalla ristrutturazione economica dopo la riunificazione tedesca. Molte aziende industriali e case editrici locali non sono riuscite a sopravvivere a lungo nelle mutate condizioni. La fine delle tradizionali fiere primaverili e autunnali ha anche cambiato il ruolo della città come sede fieristica. Questa situazione è simboleggiata dalla creazione di un nuovo centro espositivo, inaugurato nel 1996. L'università non è riuscita a salvare la sua importanza nazionale e internazionale attraverso due cambiamenti di sistema.

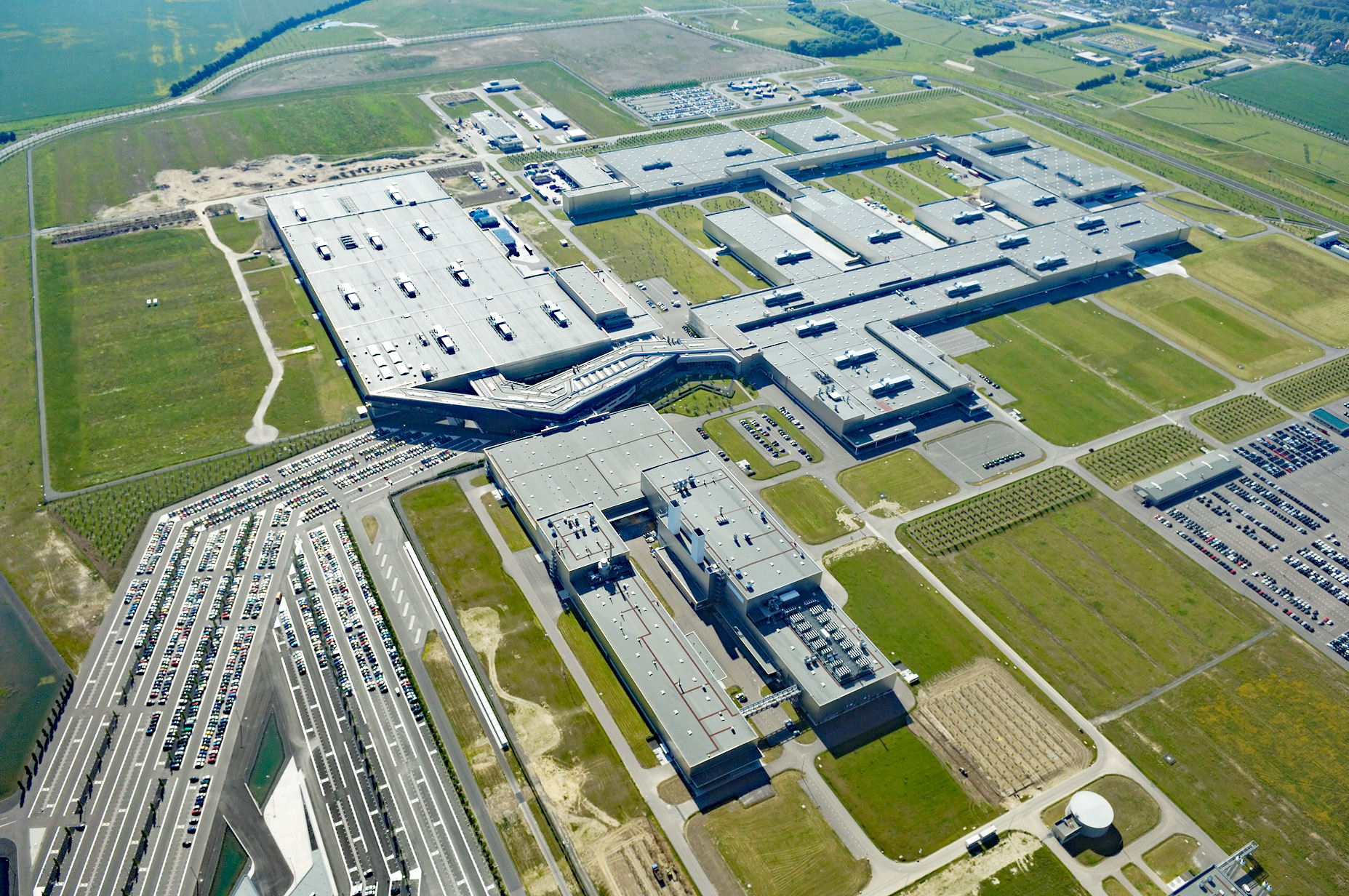
Stabilimento BMW di Lipsia – vista aerea (2006)

Negli anni '90, le tendenze migratorie verso i vecchi stati federali, i processi di suburbanizzazione e lo spostamento del commercio al dettaglio dal centro città alle aree periferiche hanno avuto un impatto negativo sulla struttura della città. Parte della perdita di popolazione è stata compensata da un'ampia incorporazione tra il 1994 e il 2001. Dal 2001, Lipsia ha visto un aumento dei guadagni migratori, che si riflettono anche in un alto livello di attività di riqualificazione nei quartieri dell'era Gründerzeit. Parte di questo processo è dovuto a un certo grado di consolidamento economico. Da un lato, la città si è sforzata di attrarre grandi aziende industriali come BMW, Porsche e Siemens e, dall'altro, con aziende come Amazon e DHL, ha cercato di affermarsi come sede logistica.
Lipsia ha anche cercato di consolidare la sua importanza come città sportiva, sebbene con un successo iniziale discutibile. Durante la Campionato mondiale di calcio 2006, il "vecchio" Zentralstadion è stato demolito e ricostruito come stadio di calcio puro sede del club RB Leipzig). La città ha anche fatto domanda per ospitare le Olimpiadi estive del 2012 e ha vinto il turno preliminare tedesco nel 2003 contro Amburgo, Düsseldorf, Francoforte sul Meno e Stoccarda, ma non è stata riconosciuta come città candidata dal Comitato Olimpico Internazionale.
Anche il volto del centro città è cambiato notevolmente negli ultimi decenni, senza che questi processi fossero ancora completati. Mentre inizialmente erano dominati da progetti di riqualificazione, sono stati costruiti molti nuovi edifici, in particolare su terreni abbandonati e al posto di edifici eretti durante l'era della Germania dell'Est. Tra le misure di costruzione significative figurano la ricostruzione della stazione Leipzig Hauptbahnhof, il nuovo edificio del Museum der bildenden Künste, il nuovo edificio dell'università in Augustusplatz e il centro commerciale Höfe am Brühl nel centro cittadino settentrionale. Nel corso della nuova costruzione universitaria, è sorta una discussione controversa durata diversi anni su se e in quale misura la chiesa universitaria, fatta saltare in aria nel 1968, dovesse essere ricostruita. Nel 2004, è stato deciso che la forma architettonica del nuovo auditorium universitario da costruire avrebbe dovuto fare riferimento alla chiesa. In seguito a un concorso di architettura internazionale, il progetto dell'architetto olandese Erick van Egeraat è stato realizzato e completato con il nome di Paulinum per il 608° anniversario dell'università nel 2017.
Il City-Tunnel, costruito tra il 2003 e il 2013, si distingue come un'importante infrastruttura.
Il 23 settembre 2008 il governo tedesco ha conferito a Lipsia il titolo di “Ort der Vielfalt” (luogo della diversità).
Nel 2016, Lipsia ha ricevuto il titolo onorifico di “ Città europea della Riforma ” dalla Comunità delle Chiese protestanti in Europa.
Nel 2024, Lipsia è stata l'unica città della Germania dell'Est con uno stadio compatibile con la UEFA ad essere la città ospitante del Campionato europeo di calcio 2024 con quattro partite. Con l'RB Leipzig, Lipsia è stata rappresentata nella Bundesliga dalla stagione 2016/17 e in alcuni anni anche nella UEFA Champions League e nella UEFA Europa League.